# 柴克宏
柴克宏（？—？），五代十國南唐大將，父親柴再用，在南吳軍中有功，官至德勝軍節度使。

## 生平
柴克宏因為父親的護廕爲郎將，遷宣州巡檢使。初到宣州時，城塹皆堙圮不洽，書吏對他說：“自田頵、王茂章、李遇相繼叛變，已無人敢為守備。”柴克宏嘻笑說：“豈有是哉！”於是大加營繕，其後吳越大軍殺至，賴此以得周全。其後，改為泗州刺史，罷官歸爲龍武軍都虞候。
柴克宏為人好施予，但是他不事產業，故此他家中時常窮空；然而他的個性豪舉，博弈縱酒而自若。
當時南唐中主李璟自稱是唐朝吳王李恪後裔，意欲規取中原，恢復舊業，羣臣多向他美言，以迎合李璟心意。柴克宏雖職位只是擔當偏裨，然而未常一語說及軍旅，其他人亦不以爲他懂得帶兵，以故長久也沒有升遷。其後，出任爲撫州刺史。
正值當時後周派兵入侵南唐，兩軍在淮南交兵，吳越伺機派丞相吴程入侵常州，柴克宏乃請求以不顧生命賣力出陣。元宗李璟嘉許他的志向，授職右衛將軍，遣他與右衛將軍、袁州刺史陸孟俊一同出兵救常州。當時精兵悉數在江北，柴克宏將自己帶領的士卒裁減羸弱數千，樞密副使李徵古給予他的戈甲皆為腐朽笨鈍。柴克宏入內向李徵古說：「卒已非素練，得器械堅利，猶可用，奈何所給乃此等？」李徵古素來輕視柴克宏其爲人，因此而謾罵柴克宏，見者皆不忿。柴克宏知道李徵古是一名狂生而不應與他計較是非，沒有因此動氣。大軍行至润州，李徵古終於因心中不快，上奏召柴克宏歸來，以神武衛統軍朱匡業取代他。燕王李弘冀獨自與他相爭認為柴克宏可任，最終因此遣行。〈一說柴克宏的母親親自上表認為她的兒子可爲將領，李徵古因而抑壓；母親又言柴克宏有父風，若然真的不勝任，甘願一同受戮，元宗始肯用柴克宏為將。〉。
柴克宏領兵至常州，李徵古猶派出使者催促柴克宏班師，柴克宏按劍而起說：「吾刻日破敵，爾何爲者，必錢氏奸人也！」下命斬殺使者。使者告訴他乃是受李樞密的命令而來，柴克宏說：「軍容在我，李樞密來，吾亦斬之！」遂斬殺使者以示眾。當時常州有隋朝時將領陳杲仁的祠廟，柴克宏夜夢陳杲仁見告他說：「吾帥陰兵助公。」到了兩軍大戰時，果然有二隻黑色的犉衝突吳越士兵，吳越兵轍披靡，柴克宏乃勒兵繼續推進，大破敵軍，俘馘者甚多。柴克宏在戰後向李璟上奏，請封陳杲仁爲「武烈大帝」。围攻宣州不下的吴越将领路彦铢得知吴程兵败，也撤军。李璟拜柴克宏為奉化軍節度使，柴克宏復上疏請求救援壽春，但行至泰興時，柴克宏發瘍，停留數日後去世。南唐朝廷贈柴克宏諡號「威烈」。
其後李徵古被誅殺，朝廷下詔揭露他的罪行，亦以折辱柴克宏為其罪。